# Renée Sylvaire
Renée Yvonne Marie Arcouët dite Renée Sylvaire, née  le 16 mars 1892 à Buenos-Aires et morte le 17 juillet 1971 dans le 18e arrondissement de Paris,, est une comédienne et une actrice de cinéma française de l'époque du muet.

## Biographie
Fille de tapissiers-décorateurs charentais un temps installés en Argentine, « Mademoiselle Sylvaire » commence à fréquenter les plateaux de cinéma à l'âge de 16 ans, d'abord à la Gaumont, puis chez Pathé, avant de devenir l'une des principales vedettes féminines de la firme Éclair dès 1911.
Elle entre au Conservatoire de Paris en octobre 1910, où elle est l'élève de Leitner et y remporte un deuxième prix de comédie au concours de juillet 1911 (Léon Blum qui y assiste raconte qu'elle joue « avec des grâces purement enfantines » un extrait du Mariage de Victorine). Les théâtres parisiens se l'arrachent (Théâtre de l'Ambigu, Théâtre des Arts (futur Hébertot), Théâtre de la Renaissance, Théâtre Michel, etc.).
Sa carrière cinématographique ralentit pendant le premier conflit mondial et redémarre en force après-guerre. On peut la voir dans, notamment, Le boudoir japonais (1918), La gloire douloureuse (1919), Le sang des immortelles (1920), Des fleurs sur la mer (1922), Être ou ne pas être (1922), L’île sans amour (1923), Kœnigsmark (1923).
Sa filmographie s'achève en 1923. L'année suivante, la presse (Paris-Soir, Les Spectacles, Comoedia) n'évoquent plus que des projets pour l'actrice, en particulier avec le réalisateur Henri Fescourt, qui pour des raisons de santé semble-t-il, ne seront pas menés à leur terme.
Compagne du réalisateur André Liabel,, elle en est souvent l'actrice-vedette. Elle en sera aussi l'assistante en 1924 pour le tournage de La Closerie des genêts qui sort sur les écrans parisiens le 13 février 1925. Ensuite, Renée Sylvaire disparaît définitivement des plateaux de cinéma. Dix ans plus tard, elle est déjà considérée par les critiques comme « bien oubliée ». 
Le manuscrit d'une interview en 1946 avec Musidora, conservé à la Cinémathèque française et cité par l'historienne du cinéma Annette Förster, est sa dernière apparition dans la presse,. 
Elle meurt le 17 juillet 1971 au sein de l'Hôpital Bichat dans le 18e arrondissement de Paris. Elle était domiciliée au 21, rue de l'Orme à Asnières-sur-Seine où elle s'était installée avec André Liabel depuis le milieu des années 1930.

## Théâtre
- 1909 : Champignol malgré lui, comédie-vaudeville en trois actes de Georges Feydeau et Maurice Desvallières, au Théâtre de l'Ambigu (juin) : Mauricette[19]
- 1909 : Mélitta, drame antique en un acte d'Alexandre Meunier, au Théâtre des Arts (octobre) : Myrthocleia[20]
- 1909 : Un Cœur d'homme, pièce en quatre actes de Sarah Bernhardt, au Théâtre des Arts (décembre) : la marchande d'oranges[21]
- 1910 : L'Aiglon, drame en six actes d'Edmond Rostand, au Théâtre des Arts (janvier) : la première paysanne[22]
- 1910 : Nick Carter, pièce en cinq actes et huit tableaux d'Alexandre Bisson et Guillaume Livet, au Théâtre de l'Ambigu (janvier) : Mme Morris
- 1910 : Après le voile, pièce en trois actes d'Héra Mirtel, au Théâtre des Arts (4 mars)
- 1910 : Fra Angelico, triptyque en vers d'Emmanuel Dénarié, au Théâtre des Arts (4 mars)
- 1910 : Mon ami Teddy, pièce en trois actes d'André Rivoire et Lucien Besnard, au Théâtre de la Renaissance (mai) : Aline

## Filmographie

### Actrice
- 1908 : Bon chien de garde (réalisateur anonyme)
- 1909 : Grand-père (réalisateur anonyme) : la petite-fille
- 1909 : Rédemption, de Victorin Jasset
- 1910 : Grand-père (réalisateur anonyme)
- 1910 : Rigadin est trop beau, de Georges Monca
- 1911 : Une petite femme bien douce  de Georges Denola
- 1911 : Philémon et Baucis, de Georges Denola
- 1911 : Le Cœur et les Yeux, d'Émile Chautard
- 1911 : La Mauvaise Intention (ou L'Image) d'Albert Capellani : la nièce
- 1911 : La Fleur des neiges, d'Émile Chautard, d'après le roman de Pierre Sales
- 1911 : Le Grand-père, d'Émile Chautard : Gina
- 1911 : Les Mains, d'Émile Chautard et Victorin Jasset : Louise Fétrin
- 1912 : La Justice du mort (réalisateur anonyme)
- 1912 : L'Ombre de l'aînée (réalisateur anonyme)
- 1912 : La Restitution (réalisateur anonyme) : Suzanne Lazarre
- 1912 : Au pays des ténèbres, de Victorin Jasset, d'après Germinal d'Émile Zola
- 1912 : La Tempête, d'après la pièce de William Shakespeare (réalisateur anonyme)
- 1912 : Une campagne de presse, de Victorin Jasset
- 1912 : La Nièce d'Amérique, de Daniel Riche, d'après la comédie d'E. Ravet
- 1912 : Amour et Science, de M. J. Roche : Daisy
- 1912 : Alerte !, de Georges Pallu et Eugène Berny : Lisbeth Zoll
- 1912 : Le Bonhomme jadis, d'Émile Chautard, d'après la nouvelle de Pierre Sales
- 1912 : Le Mystère de Notre-Dame de Paris, d'Émile Chautard et Victorin Jasset, d'après la nouvelle de Pierre Sales
- 1912 : Mathilde, d'Émile Chautard, d'après le roman d'Eugène Sue : Mathilde de Marsans
- 1912 : La Dame de chez Maxim's, d'Émile Chautard, d'après la comédie de Georges Feydeau : Clémentine Petypon du Grêlé
- 1913 : La Duchesse des Folies-Bergère, d'Émile Chautard, d'après la comédie de Georges Feydeau : Mme Slovitochine
- 1913 : Le Chiffonnier de Paris, drame en trois parties d'Émile Chautard, d'après le roman de Félix Pyat : Marie
- 1913 : La Fiancée maudite, d'Émile Chautard, d'après le roman de Michel Morphy : Adrienne
- 1913 : La Malédiction, d'Émile Chautard, scénario d'André de Lorde
- 1913 : La Crinière, d'Émile Chautard
- 1913 : L’Assaut de la terre, d'Émile Chautard et Victorin Jasset : Renée
- 1913 : Le Chemin du cœur, de Victorin Jasset : Blanche Suget
- 1913 : Destin tragique, de Victorin Jasset, scénario d'André de Lorde
- 1913 : Le Foyer perdu, de Victorin Jasset : Renée Darbois
- 1913 : Sacrifice, de Victorin Jasset : Marion
- 1913 : Le Val d'enfer, de Victorin Jasset : Benedetta
- 1913 : Le Trésor des Baux, de Victorin Jasset : Clarette
- 1913 : La Justicière, drame en trois parties de Victorin Jasset : Louise Rudier
- 1913 : Le Dernier Pardon, de Maurice Tourneur, d'après le roman de Gyp
- 1913 : Le Friquet, de Maurice Tourneur, d'après le roman de Gyp
- 1913 : La Bergère d'Ivry, de Maurice Tourneur : Aimée Millot
- 1913 : Le système du docteur Goudron et du professeur Plume, de Maurice Tourneur : la femme du journaliste
- 1913 : L'Auberge sanglante, d'Émile Chautard
- 1913 : Le Cœur d'un gosse – Les Lions, d'Émile Chautard : Louison
- 1913 : La Crinière, d'Émile Chautard
- 1913 : Trompe-la-mort – Vautrin, d'Henry Krauss, d'après Splendeurs et misères des courtisanes d'Honoré de Balzac : Virginia Corentin
- 1913 : Le Cachet rouge, d'après la nouvelle d'Alfred de Vigny (réalisateur anonyme) : Laure Derval
- 1913 : Jack, d'André Liabel, d'après le roman d'Alphonse Daudet : Cécile Rivals
- 1913 : Les Ruses de l'amour, de Maurice Tourneur, scénario de Robert Boudrioz
- 1914 : Le Corso rouge, de Maurice Tourneur
- 1914 : Le Puits mitoyen, de Maurice Tourneur
- 1914 : Le Roman d'un caissier, drame en trois parties d'Émile Chautard, scénario d'Émile Chautard
- 1914 : L’Apprentie, d'Émile Chautard : Cécile Pommier, l'apprentie
- 1914 : L'Idée de Françoise, d'Émile Chautard, d'après la comédie de Paul Gavault : Françoise
- 1914 : Mademoiselle Josette, ma femme, d'André Liabel, d'après la comédie de Paul Gavault : Josette
- 1914 : Sœurette, de Maurice Tourneur
- 1914 : Le Miracle d'amour, drame sentimental en deux parties (réalisateur anonyme)
- 1915 : Le Baiser de la sirène (réalisateur anonyme) : Miette
- 1915 : À qui la femme ?, de Roger Lion
- 1915 : Protéa III ou La Course à la mort, de Joseph Faivre, scénario de Joseph Faivre et Gérard Bourgeois
- 1916 : Un coup de feu dans la nuit, de Gérard Bourgeois : Jeannette
- 1917 : L'Épreuve (réalisateur anonyme)
- 1917 : Mariage par procuration (réalisateur anonyme)
- 1917 : Anana antiféministe (réalisateur anonyme)
- 1917 : L'Attentat de la Maison rouge, de Gaston Silvestre : Henriette d'Humières
- 1917 : Le Mort invisible, d'Adolphe Candé, scénario de Roger Lion
- 1917 : La Distance – Quatre actes, de Robert Boudrioz
- 1917 : L’âpre lutte, de Robert Boudrioz et Jacques de Féraudy
- 1917 : Le Fils naturel, de Jacques de Baroncelli[23], d'après la pièce d'Alexandre Dumas fils.
- 1917 : Protéa IV ou Les Mystères du château de Malmort, de Gérard Bourgeois : Louise Varon[24]
- 1917 : Les Indes noires de Michel Verne, Les Films Eclair[25]
- 1918 : Le Boudoir japonais, de Georges Monca[26], d'après la comédie de Sadi-Pety.
- 1918 : La Route du devoir de Georges Monca : Hélène Cordier
- 1918 : La Femme des autres, de Pierre Marodon
- 1919 : L'Heureuse vocation, de Georges Laîné : Laure Dubois
- 1919 : L'Impasse Messidor, de Pierre Marodon
- 1919 : La Gloire douloureuse, drame en 5 parties de Maurice Landais : Odette Villars
- 1920 : Le Sang des immortelles, d'André Liabel : Gabrielle Nauroy[27]
- 1922 : Être ou ne pas être / To be or not to be[28], drame en 7 parties de René Leprince : Jeanine de Kérouec[29]
- 1922 : Des fleurs sur la mer, d'André Liabel : Rosine
- 1923 : L'île sans amour, d'André Liabel : Kima[30]
- 1923 : Kœnigsmark, de Léonce Perret, d'après le roman de Pierre Benoit : Nini
- 1923 : Le Château des fantômes, de Pierre Marodon : Renée
- 1924 : La Tirelire, d'André Reybas[31] [non réalisé] : la maman[32].

### Scénariste
- 1924 : La Voie douloureuse, d'Henri Fescourt[33] d'après l'œuvre de Mme Jean Dornis [non réalisé][34].
- 1924 : Le Calvaire de Marthe, d'Henri Fescourt[35] d'après le roman de Louis Launay [non réalisé][36].

### Assistante à la réalisation
- 1925 : La Closerie des genêts, d'André Liabel[37] d'après la pièce de Frédéric Soulié (1846).